# Orthostoma chryseis
Orthostoma chryseis är en skalbaggsart som först beskrevs av Bates 1870.  Orthostoma chryseis ingår i släktet Orthostoma och familjen långhorningar.
Artens utbredningsområde är Surinam. Inga underarter finns listade i Catalogue of Life.